# Разес (графство)
Графство Разе́с (фр. Comté de Razès) — феодальное владение на юге Франции, граничащее с Испанией со столицей в городе Реда (находился на месте современной коммуны Рен-ле-Шато). Вначале было владением графов Конфлана и Руссильона, впоследствии перешло к графам Каркассона, а позднее графам Барселоны. В XIII веке было захвачено Симоном де Монфором, графом Лестером. После потери всех его французских владений перешло к французской короне.

## История

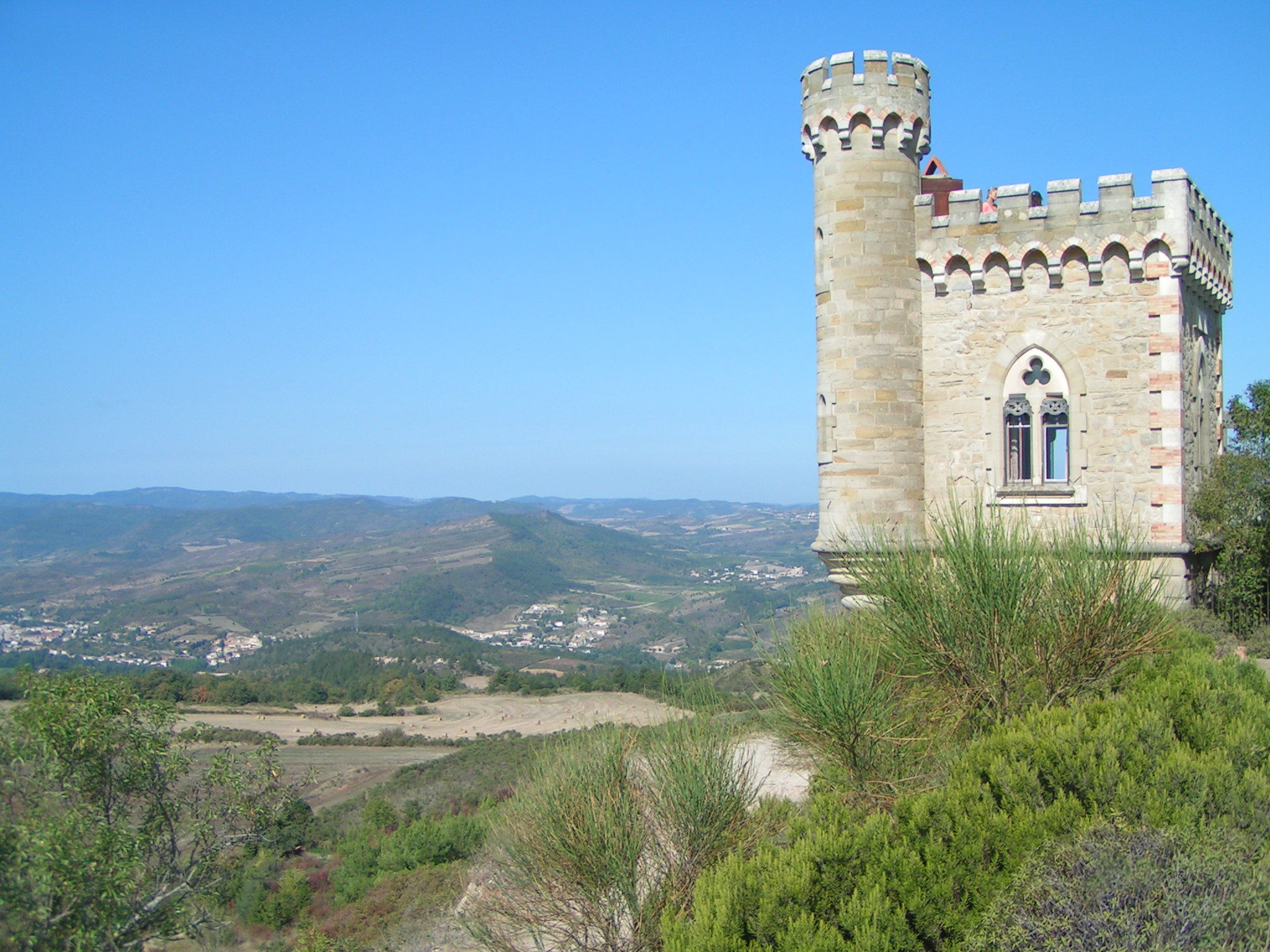
Замок Разес

Первоначально Разес входило в состав графства Тулуза, которым правил Гильом Желонский. В 790 году Гильом передал пагус Разес, Конфлан, Жерона, Бесалу и маркизат Готия своему старшему сыну Бере, тогда так как Руссильон достался младшему сыну Госельму.
После смерти отца в 812 году или в 814 году Бера передал Разес и Конфлан под управление своему сыну Гильемунду, который стал первым правителем Разеса, использовавшим титул граф. После смещения Беры в 820 году Гильом сохранил свои владения, но в 826 году он присоединился к восстанию против Бернара Септиманского Аиссы, призвавшего на помощь мавров. После ухода мавров, в 827 году с ними бежал и Гильом. Разес и Конфлан были переданы графу Руссильона и Ампурьяса Госельму.
В 865 году графом Разеса стал Олиба II, представитель дома Беллонидов, владевший также и графством Каркассон. Все его последующие потомки из Каркассонского дома впоследствии носили эти титулы. В 1067 году скончался граф Раймунд Роже II. После его смерти графство Разес вместе с Каркассоном перешло к графам Барселоны.
Независимо от правителей Разеса из Каркассонского дома, в середине X века графом этого образования называется Эд, сын Арно I, графа Комменжа, и Арсинды, графини Каркассона.
В XIII веке Разес был захвачен вместе с Каркассоном Симоном де Монфором, графом Лестером. После потери им всех его французских владений, графство Разес перешло к французской короне.

## Список графов Разеса
Гильемиды (IX век—1032/1034)

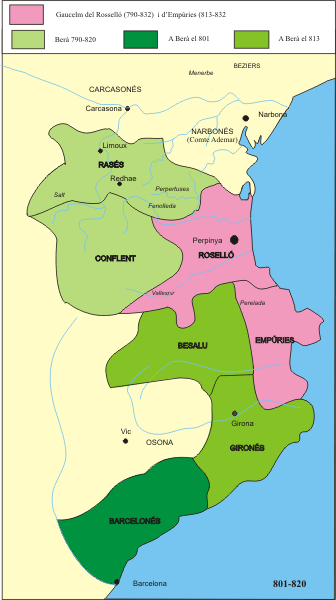
Графство Разес на карте Каталонии начала 9 в.

- 790—812: Бера (ум. 844), граф Барселоны и Конфлана
- 812/814—827: Гильемунд (ум. после 827), граф Конфлана, сын предыдущего
- 827—832: Госельм (казнён в 834), граф Руссильона, Ампурьяса и Конфлана
- 832—844 : в составе владений маркграфов Септимании

Каркассонский дом (826—1067)
- См. Список графов Каркассона

Дом де Комменж (до 959—до апреля 1011)
- до 959—до апреля 1011: Эд де Комменж (ум. до апреля 1011), граф Разеса